# Liste von Renaissance-Orgeln
Die Liste von Renaissance-Orgeln erfasst erhaltene Orgeln aus der Zeit der Renaissance. Die meisten Instrumente wurden im Laufe der Jahrhunderte umgebaut und sind nur in Teilen erhalten.

## Bauweise
Gegenüber gotischen Orgeln basierten die Renaissance-Instrumente konsequent auf mechanischen Schleifladen. Italien und Spanien hielten am Reihenstil fest und gliederten den Prinzipalchor in einzelne Pfeifenreihen auf. Hingegen entwickelte der niederländische Orgelbau der Mixturstil mit mehrchörigen gemischten Stimmen. Frankreich ging unter niederländischem Einfluss vom Reihenstil zum Mixturstil über, während in Deutschland eine Synthese gelang und das Pedal vollständig ausgebaut wurde. Die Entwicklungen im englischen Orgelbau wurden Ende des 16. Jahrhunderts durch den Puritanismus zurückgeworfen und kamen erst im 17. Jahrhundert zur Entfaltung. In Nordeuropa hatten die Prospekte unter Einfluss des Brabanter Orgelbaus nicht mehr flache Pfeifenfelder, sondern wurden durch Rund- und Spitztürme aufgelockert. Die bekrönenden Aufbauten auf den Türmen waren oft als sechseckige, gestaffelte, offene Laternen gestaltet. Die seitlichen Flügeltüren waren entsprechend nicht flach, sondern passten sich der Form des Prospektes an. Beim Bau von Pedaltürmen, die das Hauptgehäuse flanktieren, fielen die Flügeltüren weg. Bei mittelgroßen niederländisch-norddeutschen Orgeln trat als weiteres Werk ein Rückpositiv hinzu. Im südlichen Europa waren die Prospekte vorzugsweise flach und konnten durch Architekturelemente wie Dreiecksgiebel geprägt sein. Teils wurden Horizontaltrompeten gebaut.
Die Klaviaturen hatten in der Renaissance einen größeren Umfang (FGA–g2a2 oder bereits CDEFGA–a2). Vereinzelt wurden Orgeln mit bis zu drei Manualen gebaut, aber auch kleine Positive und Regale. Neue Register hielten vor allem im niederländisch beeinflussten Orgelbau Einzug, die die Instrumente der damaligen Ensemblemusik imitierten. Neben die Gruppe der Prinzipale, die den grundlegenden Orgelklang und zusammen mit den gemischten Stimmen das Plenum bildeten, traten in den Manualwerken verschiedene Flöten- und kurzbechrige Zungenregister, langbechrige Zungen vereinzelt im Pedal. In Italien und Spanien bestanden die Register im Wesentlichen aus dem Prinzipalchor in Reihengliederung, dem „Repieno“, während wenige andere Register wie Flöten, ein schwebend gestimmter Prinzipal und einzelne Zungenregister die „Registri da concerti“ bildeten und in der Minderheit blieben. Das italienische und süddeutsche Pedal hatte einen geringen Umfang und war entweder angehängt oder wies nur wenige 16′- oder 8′-Register für den Bass auf. Die Orgeln in Italien und Spanien waren meist einmanualig und bevorzugten geteilte Register. 

## Orgelliste (Auswahl)
Die Liste umfasst Instrumente von den 1530er Jahren bis etwa 1625, vereinzelt noch bis in die Mitte des 17. Jahrhunderts. Nicht angeführt werden Orgeln, die schon in ihrem ursprünglichen Zustand überwiegend vom Barock geprägt sind.
Die Tabelle ist sortierbar. In der sechsten Spalte bezeichnet die römische Zahl die Anzahl der Manuale, ein großes „P“ ein selbstständiges Pedal, ein kleines „p“ ein nur angehängtes Pedal und die arabische Zahl in der vorletzten Spalte die Anzahl der klingenden Register. Den Zahlen liegt jeweils die ursprüngliche Disposition zugrunde, soweit bekannt. Die letzte Zeile bietet Angaben zum Erhaltungszustand und weiterführende Informationen. Fotos werden nur eingebunden, wenn der Prospekt später nicht ersetzt wurde.
| Ort                        | Gebäude                                  | Bild | Orgelbauer                                     | Jahr                 | Manuale | Register | Anmerkungen |
| -------------------------- | ---------------------------------------- | ---- | ---------------------------------------------- | -------------------- | ------- | -------- | --- |
| Almenno San Salvatore      | San Nicola                               |      | Costanzo Antegnati                             | 1588                 | I       | 10       | Gehäuse und Teil der Register erhalten |
| Amsterdam                  | Nieuwe Kerk                              |      | unbekannt                                      | 16. Jahrhundert      | I/p     |          | 1645 Erneuerung durch Germer Galtusz van Hagerbeer, 1651 und 1664 Umbau durch Jacobus van Hagerbeer, später mehrfach umgebaut und das Innenwerk ersetzt, 1986–1989 durch Flentrop Orgelbouw rekonstruiert (II/p/19); Gehäuse erhalten                                                 |
| Ardagger                   | Stift Ardagger                           |      | Johann Georg Freundt                           | 1620                 | I/p     | 7        | 1770 um das Positiv und Pedalregister erweitert, 1977 durch Pirchner restauriert. |
| Arezzo                     | Kathedrale von Arezzo                    |      | Luca di Bernardino da Cortona                  | 1534–1536            | I       | 8        | Gehäuse und Teil der Register erhalten |
| Auer (Südtirol)            | St. Peter                                |      | Hans Schwarzenbach                             | 1599–1603            | II/P    | 9        | ursprünglich Schwalbennestorgel für St. Pauli in Eppan, 1690 durch Eugenio Casparini umgesetzt, 1986 durch Orgelbau Pirchner weitgehend rekonstruiert; älteste Orgel Südtirols |
| Basel                      | Historisches Museum                      |      | unbekannt                                      | 16. Jahrhundert      | I       | 4        | Tischpositiv |
| Beek                       | Martinuskerk                             |      | Nicolaas Niehoff                               | 1593                 |         |          | Zuschreibung, ursprünglich für Sint Michielskerk in Bree gebaut, 1780 umgesetzt; Gehäuse und ein Register erhalten |
| Bologna                    | San Martino                              |      | Giovanni Cipri                                 | 1556                 | I       |          | |
| Bregenz                    | vorarlberg museum                        |      | unbekannt                                      | 16. Jhd.             | I       | 4        | tragbares „Hohenemser Positiv“; weitgehend erhalten |
| Bremen                     | St. Ansgarii                             |      | Marten de Mare                                 | 1611                 | II      |          | Orgelneubau mit Rückpositiv, der später um Pedaltürme erweitert wurde. Der prächtige Prospekt ist noch zum größten Teil erhalten, da er durch Auslagerung im Zweiten Weltkrieg erhalten blieb. → Orgel                                                                                |
| Bremen                     | St. Martini                              |      | Marten de Mare                                 | 1603 oder 1616–1619  | I       |          | Neubau oder Vergrößerungsumbau durch de Mare. Ob Christian Bockelmann die Orgel 1616–1619 durch ein neues Werk ersetzt oder nur eingreifend umgebaut hat, ist nicht eindeutig geklärt. Durch Auslagerung im Zweiten Weltkrieg wurde der kostbare Prospekt bewahrt. → Orgel            |
| Brescia                    | San Giuseppe                             |      | Graziadio Antegnati                            | 1581                 | I       |          | mehrfach umgebaut |
| Brouwershaven              | St. Nicolaas                             |      | Hendrik Niehoff                                | 1557                 |         |          | Zuschreibung; Gehäuse und einige Prospektpfeifen erhalten |
| Cambridge                  | King’s College Chapel                    |      | Thomas Dallam                                  | 1605–1606            |         |          | 1617 durch Robert Dallam aufgestellt |
| Caudebec-en-Caux           | Église Notre-Dame                        |      | Antoine Josseline                              | 1542–1543            |         |          | Hauptgehäuse teilweise erhalten |
| Chartres                   | Kathedrale von Chartres                  |      | Robert Filleul                                 | 1542–1551            |         |          | teilweise 1475, Gehäuse von R. Foubert und Jacques Belly, mehrfach erweitert; Gehäuse erhalten |
| Chur                       | Rätisches Museum                         |      | unbekannt                                      | 16. Jhd.             | I       | 4        | Baldachinorgel; weitgehend erhalten |
| Cortona                    | San Domenico                             |      | Luca di Bernardino da Cortona                  | 1547                 | I       |          | |
| Comminges                  | Notre Dame                               |      | unbekannt                                      | um 1550              |         |          | Das Nicolas Bachelier zugeschriebene Gehäuse ist erhalten. |
| Cortona                    | Santa Maria Nuova                        |      | Cesare Romani da Cortona                       | 1613                 | I       |          | |
| Coswig                     | Alte Kirche                              |      | unbekannt                                      | 1620er               | I       | 9        | möglicherweise Gottfried Fritzsche oder Tobias Weller; um 1735 nach Coswig umgesetzt, 1760 neu bemalt → Orgel |
| Dinkelsbühl                | St.-Georgs-Kirche                        |      | Stephan Cuntz                                  | um 1610              | I       | 6        | Zuschreibung, tragbares Positiv (vermutlich „Schwedenorgel“); Gehäuse und 3 Register erhalten |
| San Lorenzo de El Escorial | Real Sitio de San Lorenzo de El Escorial |      | Gillis Brebos                                  | 1580                 |         |          | vier Gehäuse erhalten |
| Ellös                      | Morlanda Kirche                          |      | Hans Brebos                                    | 1603–1604            | I       | 9        | oder Mitte 16. Jhd.?, ursprünglich für Marstrand gebaut und 1804 umgesetzt; Gehäuse und einige Pfeifen erhalten |
| Enkhuizen                  | Westerkerk                               |      | Hendrik Niehoff                                | 1547                 | II      |          | Zuschreibung; Gehäuse erhalten, einige Pfeifen in der Orgel der Zuiderkerk |
| Erfurt                     | Predigerkirche                           |      | Heinrich Compenius der Ältere                  | 1579                 |         |          | 1647–1649 Pedaltürme und Rückpositiv durch Ludwig Compenius ergänzt; Gehäuse erhalten |
| Étampes                    | Notre-Dame-du-Fort                       |      | unbekannt                                      | 1587                 | I       |          | 1843 um zweites Manual erweitert, mehrfach umgebaut, 1996–1998 durch Bernard Cattiaux rekonstruiert |
| Évora                      | Kathedrale von Évora                     |      | unbekannt                                      | 1562                 |         |          | |
| Flensburg                  | Nikolaikirche                            |      | Nikolaus Maaß                                  | 1604–1609            | III/P   | 38       | Prospekt von Heinrich Ringerink erhalten |
| Florenz                    | Badia Fiorentina                         |      | Onofrio Zeffirini                              | 1558                 |         |          | Gehäuse erhalten |
| Gabelbach                  | St. Martin                               |      | Marx Günzer                                    | 1609                 | I/P     | 11       | für Barfüßerkirche Augsburg gebaut, 1758 Umsetzung; Gehäuse, Windlade und einige Pfeifen erhalten |
| Groningen                  | Der Aa-kerk                              |      | Hermann Raphael Rodensteen                     | 1539                 | II      |          | ursprünglich für die Martinikerk (Bolsward) gebaut, 1991 umgesetzt; Gehäuse erhalten → Orgeln der Der Aa-kerk (Groningen) |
| Halberstadt                | St. Martini                              |      | David Beck                                     | 1592–1596            | II/P    | 59       | ursprünglich für Gröninger Schloss gebaut; Gehäuse mit Prospektpfeifen erhalten → Gröninger Orgel |
| Hamburg                    | St. Katharinen                           |      | Hans Scherer der Ältere                        | 1587/1604            | III/P   |          | Erweiterungsumbau; später mehrfach umgebaut, einige Register erhalten |
| Hasselt (Belgien)          | St.-Quintinus-Kathedrale                 |      | Nicolaas Niehoff                               | 1593–1594            |         |          | Gehäuse und 8–9 Register erhalten, die zu dem ältesten Pfeifenwerk in Belgien zählen |
| Hedenäset                  | Dorfkirche                               |      | Peer Johnsson                                  | 1622                 | I       | 8        | ursprünglich für die Orgel von Paul Müller (1609) der Deutschen Kirche in Stockholm als Rückpositiv gebaut, 1777 verkauft und 1779–1780 in Hedenäset als eigenständige Orgel mit Pedal aufgebaut → Orgeln in Övertorneå und Hedenäset                                                 |
| Helmstedt                  | St. Stephani                             |      | David Beck                                     | 1583–1584            |         | 36       | mit Rückpositiv; Prospekt erhalten |
| Hillerød                   | Schloss Frederiksborg                    |      | Esaias Compenius der Ältere                    | 1605–1610            | II/P    | 27       | vollständig erhalten → Orgel von Schloss Frederiksborg |
| Himmelpforten              | St. Marien                               |      | Hans Scherer der Ältere                        | 1587–1590            | II      |          | Ursprünglich für Stade, St. Nicolai erbaut; mehrfach eingreifend umgebaut; einiges von Scherer erhalten, anderes in Kirchlinteln |
| Holzen (Arnsberg)          | Kloster Oelinghausen                     |      | unbekannt, Marten de Mare                      | vor 1586, 1599       | II/P    | 19       | 1714–1717 Erweiterungsumbau und neuer Prospekt von Johann Berenhard Klausing; 2 Register ganz und 2 teilweise von 1586, 4–5 von de Mare erhalten → Orgel |
| Imbach                     | Pfarrkirche Imbach                       |      | unbekannt                                      | 1605 oder 1626?      | I       | 7        | wohl 1. Hälfte 17. Jh. |
| Innichen                   | Stiftskirche                             |      | Andreas Butz                                   | 1629                 |         |          | Hauptgehäuse mit Flügeltüren erhalten, Pfeifen teilweise |
| Innsbruck                  | Hofkirche, Silberne Kapelle              |      | unbekannt                                      | 1614                 | I       | 7        | italienische Bauart, die meisten Register aus Holz, Pedal später ergänzt |
| Innsbruck                  | Hofkirche                                |      | Jörg Ebert                                     | 1561                 | II/p    | 15       | weitgehend erhalten → Orgel der Hofkirche Innsbruck |
| Isle of Wight              | Carisbrooke Castle                       |      | unbekannt                                      | 1602                 | I       | 3        | flämische Kammerorgel mit Holzpfeifen, einem Regal (Diskant, mit Tremulant) und reichem Schnitzwerk; vollständig erhalten |
| Kazimierz Dolny            | Pfarrkirche                              |      | Johannes Helman                                | 1620                 | II/P    | 36       | im 18. und 19. umdisponiert; Gehäuse und Teile der Register erhalten |
| Kempen                     | St. Mariä Geburt                         |      | Veit ten Bendt                                 | 1541/1553            | II      |          | 1553 Erweiterung um ein Rückpositiv; Gehäuse erhalten |
| Klosterneuburg             | Stiftskirche                             |      | Johann Georg Freundt                           | 1636–1642            | III/P   | 35       | Lt. BDA größte und bedeutendste Denkmalorgel des 17. Jahrhunderts in Mitteleuropa |
| Kremsmünster               | Stiftkirche                              |      | Georg Hacker                                   | 1587                 | II      | 5        | |
| Landsbro                   | Alte Kirche Lannaskede                   |      | unbekannt                                      | um 1550              | I       |          | |
| Larrelt                    | Larrelter Kirche                         |      | Johannes Millensis                             | 1618–1619            | I/p     | 11       | 1848–1855 von Gerd Sieben Janssen umgebaut und mit neuem Prospekt versehen; Register der Spätrenaissance zur Hälfte erhalten → Orgel der Larrelter Kirche |
| Leiden                     | Hooglandse Kerk                          |      | Peter de Swart                                 | um 1565              |         |          | mehrfach erweitert; Gehäuse und Teile des Pfeifenwerks erhalten |
| Lemgo                      | St. Marien                               |      | Slegel, Fritz Scherer?                         | 1587–1595, 1612–1613 | II/P    | 20       | Schwalbennestorgel, 1612/1613 Erweiterungsumbau, 2010 Rekonstruktion durch Rowan West; Gehäuse und einige Register erhalten → Orgel |
| Les Andelys                | Notre-Dame                               |      | Nicholas Dabenest                              | 1573                 |         |          | Gehäuse erhalten |
| Leutkirch im Allgäu        | Schloss Zeil, St. Maria, Chororgel       |      | Daniel Hayl?                                   | 1609                 | I       |          | 1783 Umbau durch Joseph Höß und Einbau in das Chorgestühl; in Teilen erhalten und älteste Orgel Oberschwabens |
| Lienz                      | Stadtpfarrkirche Lienz                   |      | Andreas Butz                                   | 1618                 | II/P    | 22       | Gehäuse weitgehend und 8 Pfeifenreihen erhalten |
| Lübeck                     | Aegidienkirche                           |      | Hans Scherer der Jüngere                       | 1624–1625            | III/P   | 36       | Gehäuse erhalten → Orgel |
| Lüdingworth                | St.-Jacobi-Kirche                        |      | Antonius Wilde                                 | 1597–1598            | II/P    | 20       | 1682–1683 Erweiterungsumbau durch Arp Schnitger (III/P/35), der 19 Register Wildes ganz oder teilweise übernommen hat → Orgel |
| Lüneburg                   | St. Johannis                             |      | Hendrik Niehoff                                | 1551–1553            | III/P   | 26       | zusammen mit Jasper Johansen; Manualgehäuse und 11 Register ganz oder teilweise erhalten → Orgeln von St. Johannis (Lüneburg) |
| Lüttich                    | St.-Denis                                |      | Nicolaas Niehoff                               | 1589                 |         |          | verändertes Gehäuse erhalten |
| Lüttich                    | Saint-Jacques                            |      | Nicolaas Niehoff oder Floris Hocque der Ältere | 1600                 |         |          | Zuschreibung; Gehäuse erhalten |
| Mailand                    | Dom, Evangelienorgel                     |      | Giovanni Giacomo Antegnati                     | 1552–1559            |         |          | Gehäuse erhalten |
| Mailand                    | Dom, Epistelorgel                        |      | Cristofori Valvassori                          | 1583–1610            |         |          | symmetrisch zur Evangelienorgel; Gehäuse erhalten |
| Mantua                     | Basilica Palatina di Santa Barbara       |      | Graziadio Antegnati                            | 1565                 | I       |          | mehrfach erweitert; Gehäuse und 312 Pfeifen aus Antegnati-Schule erhalten |
| Marburg                    | Schloss                                  |      | Georg Wagner                                   | 1590–1600            | I       | 6        | „Althefer-Positiv“; weitgehend erhalten (nicht spielbar) |
| Metz                       | Kathedrale                               |      | Jean de Trèves (Johann von Promsfeldt)         | 1538                 | I       | 8        | Schwalbennestorgel, mehrfach umgebaut; Gehäuseteile erhalten |
| Minden                     | St. Martini                              |      | unbekannt, Slegel?                             | 1591                 |         |          | einige Register und Gehäuse erhalten, das heute als Rückpositiv dient, Hauptwerk 1749 von Johann Joseph Mencke ergänzt |
| Mölln                      | St. Nicolai                              |      | Jacob Scherer                                  | 1555–1558            | II/P    | 14       | Scherer integrierte in seinem Werk Register der gotischen Vorgängerorgel; einige Register erhalten |
| München                    | Deutsches Museum                         |      | unbekannt                                      | 1630                 | I/P     | 10       | für St. Maria (Thalkirchen) gebaut; Gehäuse, Spielanlage und 40 % der Pfeifen erhalten |
| Neustadt in Holstein       | Stadtkirche                              |      | unbekannt                                      | vor 1615             | III/P   | 30       | Renaissance-Orgel 2009 von Rowan West hinter altem Prospekt rekonstruiert |
| Olkusz                     | St. Andreas                              |      | Hans Hummel/Jerzy Nitrowski                    | 1611–1633            | II/P    | 31       | weitgehend erhalten |
| Osteel                     | Warnfried-Kirche                         |      | Edo Evers                                      | 1619                 | II/p    | 13       | Einzige nahezu vollständig erhaltene Orgel von Evers → Orgel der Warnfried-Kirche (Osteel) |
| Övertorneå                 | Dorfkirche                               |      | Paul Müller                                    | 1608–1609            | II/P    | 21       | ursprünglich für Deutsche Kirche in Stockholm gebaut, mehrfach umgebaut, 1777 verkauft und 1779–1780 in Övertorneå aufgebaut → Orgeln in Övertorneå und Hedenäset |
| Pirna                      | Stadtkirche St. Marien                   |      | unbekannt                                      | vor 1547             | I       | 4        | Orgel aus Kloster Marienstern bei Mühlberg 1682 von Andreas Tamitius umgesetzt und erweitert; Brustwerk-Prospekt aus 16. Jh. erhalten |
| Pischelsdorf               | Wallfahrtskirche Hart                    |      | Konrad Zerndl                                  | 1628                 | I       | 6        | Gehäuse (ohne Flügeltüren), Windladen, Teile der Traktur und 81 von 302 Pfeifen erhalten |
| Plate                      | St. Marien                               |      | unbekannt                                      | 16. Jh.              |         |          | 1603–1609 erneuert durch Johann Hellwig; Gehäuse mit Prospektpfeifen erhalten |
| Redefin                    | Dorfkirche Redefin                       |      | unbekannt                                      | 1602                 | II/P    | 14       | 1676 Umbau; 1846 neuer Prospekt von Friedrich Friese II; 9 Register aus dem 17. Jahrhundert erhalten, Abgrenzung der Pfeifen von 1602 und 1676 aber bisher nicht möglich |
| Regensburg                 | Minoritenkirche                          |      | Stephan Cuntz                                  | 1627                 | I       | 6        | pedalloses Positiv, älteste Orgel der Oberpfalz |
| Riga                       | Dom                                      |      | Julius Raab                                    | 1601                 |         |          | Gehäuse erhalten |
| Rom                        | S. Giovanni in Laterano                  |      | Giovan Battista Montano                        | 1597–1599            | I/p     | 15       | |
| Roskilde                   | Dom                                      |      | Hermann Raphael Rodensteen                     | 1550–1555            | II      | 24       | Neubau unter Einbeziehung des Untergehäuses aus dem 15. Jahrhundert; Gehäuse und drei bis vier Register erhalten |
| Rotterdam                  | Laurenskerk                              |      | Hendrik Niehoff                                | 1539–1540            | II/P    | 13       | ursprünglich für die Bartholomäuskirche in Schoonhoven gebaut; Hauptwerkgehäuse des Schreiners Adriaan Schalke erhalten (Foto) |
| Saint-Julien-du-Sault      | Saint-Pierre                             |      | unbekannt                                      | 1568                 | I       | 11       | Gehäuse mit Prospektpfeifen erhalten |
| Saint-Savin                | St-Savin-en-Lavedan                      |      | unbekannt                                      | 1557                 | I       | 8        | Gehäuse, Windladen und Rasterbretter, Teile der Traktur, zwei Keilbälge und einige wenige Pfeifen erhalten |
| Salamanca                  | Alte Kathedrale                          |      | unbekannt                                      | 1569                 |         |          | Positiv „Organo Salinas“ |
| Salamanca                  | Alte Kathedrale                          |      | unbekannt                                      | 16. Jhd.             |         |          | |
| Salamanca                  | Alte Kathedrale, Capilla de Anaya        |      | Luis Damian                                    | 1598                 |         |          | |
| Salamanca                  | Neue Kathedrale                          |      | unbekannt                                      | 1558                 |         |          | |
| Salzburg-Nonnberg          | Benediktinerinnenabtei Nonnberg          |      | unbekannt                                      | 1590                 | I       | 4        | |
| Saragossa                  | Basílica del Pilar                       |      | unbekannt                                      | 1590                 |         |          | Gehäuse erhalten |
| Schiedam                   | Janskerk                                 |      | Hendrik Niehoff                                | vor 1553             | II      |          | Manualgehäuse und ein Register erhalten |
| Schlägl                    | Stiftskirche                             |      | Andreas Butz                                   | 1633/1634            | II/P    | 21       | 1988–1990 Restaurierung auf den Zustand von 1708, als Johann Christoph Egedacher einen Umbau durchführte → Orgel |
| Schluderns                 | Churburg                                 |      | Michael Strobl                                 | 1559                 | I       | 6        | Baldachinorgel; fast vollständig erhalten |
| Schmalkalden               | Schloss Wilhelmsburg                     |      | Daniel Meyer                                   | 1590                 | I       | 6        | nur Holzregister; bedeutendste Renaissance-Orgel in Thüringen |
| Smečno                     | Trinitatiskirche                         |      | unbekannt                                      | 1587                 | I/P     | 13       | [ 23 ] |
| Sønderborg                 | Schloss Sonderburg                       |      | Hermann Raphael Rodensteen                     | um 1570              | II      | 14       | Gehäuse und Windladen erhalten; 1995/1996 durch Mads Kjersgaard rekonstruiert |
| Stellichte                 | St.-Georg-Christophorus-Jodokus-Kirche   |      | Marten de Mare                                 | 1610                 | II/P    | 12       | Möglicherweise brachte de Mare das Gehäuse der Thedinga-Klosterorgel mit dem reich verzierten Prospekt nach Stellichte und schuf das innere Pfeifenwerk neu. Der prachtvolle Prospekt ist erhalten und fügt sich geschlossen in die Renaissance-Innenausstattung der Gutskapelle ein. |
| Stendal                    | St. Marien                               |      | Hans Scherer der Ältere                        | 1580                 | II/P    | 29       | neues Rückpositiv; Gehäuse und 270 Pfeifen aus elf Registern von Scherer erhalten |
| Tangermünde                | St.-Stephanskirche                       |      | Hans Scherer der Jüngere/Fritz Scherer         | 1623–1624            | III/P   | 32       | Neubau gemeinsam mit Fritz Scherer; etwa zur Hälfte erhalten → Orgel von St. Stephan (Tangermünde) |
| Tirano                     | Basilika Madonna di Tirano               |      | Domenico/Tomaso Mearini                        | 1607–1617            |         |          | Gehäuse erhalten |
| Toruń                      | Marienkirche                             |      | Laurentius Weistock/Johann Hellwig             | 1601–1609            | II/P    | 30       | Prospekt erhalten |
| Trofaiach                  | Dreifaltigkeitskirche                    |      | Hanns Kahnchuber                               | 1595                 |         |          | |
| Udine                      | Dom von Udine                            |      | Vincenzo Colombo/Francesco Daci                | 1550/1558            |         |          | |
| Uttum                      | Uttumer Kirche                           |      | unbekannt                                      | um 1660              | I       | 9        | unter Verwendung älteren Pfeifenmaterials aus dem 16. oder Anfang des 17. Jahrhunderts, eine der bedeutendsten Renaissanceorgeln, die noch nahezu vollständig original erhalten ist → Orgel der Uttumer Kirche                                                                        |
| Valvasone                  | Chiesa del Santissimo Corpo di Cristo    |      | Vincenzo Colombo                               | 1532                 | I       | 7        | Gehäuse und Register teilweise erhalten |
| Villefranche-de-Rouergue   | Notre-Dame                               |      | Castel de Muret                                | 1506–1508            |         |          | Die ältesten Register gehen auf die Jahre 1537, 1626 und 1675 zurück |
| Visperterminen             | Waldkapelle                              |      | unbekannt                                      | 1619                 | I       | 6        | angehängtes Pedal wohl später ergänzt → Orgel |
| Wöhrden                    | St. Nicolai                              |      | Antonius Wilde                                 | 1593–1595            | III/P   | 32       | später eingreifend umgebaut; 13 Register erhalten |
| Zbraslav                   | Jan-Hus-Kirche                           |      | unbekannt                                      | 1620er               | I       |          | ursprünglich in Skytal |